# داروهای مقلد سمپاتیک
برخی از داروها که اغلب ساختار شیمیایی آمینی مشابه اپی نفرین دارند می‌توانند با تقلید اثرات اپی نفرین و تحریک گیرنده‌های سمپاتیکی آلفا یا بتا موجب بروز واکنشهای سمپاتیک در بدن شوند مانند فنیل آفرین، افدرین، پسودوافدرین و نفازولین و آدرنالین.

## عملکرد
این داروها به صورت کلی موجب افزایش ضربان قلب، افزایش فشارخون، انقباض عروق پوستی و احشایی و کاهش احتقان، افزایش قند خون، انبساط مجاری تنفسی (برونکودیلاتاسیون)، گشادشدن مردمک، شل شدن رحم و … می‌شوند.

## مکانیسم عملکرد
تعدادی از این داروها با تحریک گیرنده‌های آلفا یا بتای آدرنرژیک آگونیست رسپتورهای آدرنرژیک هستند. برخی آگونیست دوپامینرژیک هستند. تعدادی نیز مانند آمفتامین، افدرین و کوکائین به صورت غیرمستقیم و با مهار بازجذب نوراپی نفرین در سیناپسها عمل می‌کنند.

## کاربردها
با توجه به تنوع آثار این داروها در بیماریهای مختلفی مانند آنافیلاکسی، سرماخوردگی، آسم، افت فشارخون و … مصرف می‌شوند.